# Wolfgang Kleff
Wolfgang Kleff (Schwerte, 1948. november 16. –) német világ- (1974) és Európa-bajnok (1972) labdarúgókapus, az NSZK válogatottjában 6 alkalommal szerepelt.

## Pályafutása

### Klubcsapatokban
Pályafutását szülővárosa utánpótlás csapatában a VfL Schwerte-ben kezdte. 1968-ban került a Borussia Mönchengladbachhoz és a Borussia aranyéveinek meghatározó tagja volt az 1970-es években, amikor a Bundesligát öt, a német kupát egy, az UEFA-kupát két alkalommal nyerték meg. Szerepelt még az 1977-es Liverpool elleni BEK döntőben is, de ekkor vereséget szenvedett csapatával. 1968 és 1976 között minden mérkőzésen ő védte a Mönchengladbach kapuját.
Az 1979–80-as szezonban a Hertha BSC-ben játszott, majd visszaigazolt a Borussiahoz. Még két évet lehúzott a Bundesligaban és 1982-ben a Fortuna Düsseldorf csapatához szerződött. Miután 1984-ben kiesett a Düsseldorffal a német másodosztályú Rot-Weiß Oberhausen csapata igazolta le. Közel 40 évesen a VfL Bochum tagjaként visszatért a Bundesligaba. Az 1986–87-es idényt az FSV Salmrohr játékosa volt és amikor a bajnokság végén csapata kiesett a Bundesliga 2-ből, úgy döntött szögre akasztja a kesztyűt. Bár ezután még szerepelt amatőr csapatokban, többek között 1987 és 1992 között az SV Straelen kapuját védte 58 alkalommal.
A Bundesligaban összesen 433, a Bundesliga II-ben 56 alkalommal védett.

### Válogatottban
Az 1970-es évek nagy német kapusa Sepp Maier mögött nem kapott túl sok lehetőséget a válogatottban. 1971 és 1973 között mindössze 6 alkalommal védte a nemzeti csapat kapuját.
Az NSZK felnőtt válogatottjában 1971-ben mutatkozott be egy Norvégia elleni 7–1-es siker alkalmával. Annak ellenére, hogy kevés lehetőséget kapott, 1972-ben Európa-bajnok lett és tagja volt az 1974-ben világbajnoki címet szerző válogatottnak.

## Sikerei, díjai
Borussia Mönchengladbach
Bundesliga
- Győztes: 1969–70, 1970–71, 1974–75, 1975–76, 1976–77

DFB-Pokal
- Győztes: 1972–73
- BEK
- Második hely: 1976–77

UEFA-kupa
- Győztes: 1974–75, 1978–79

NSZK
Európa-bajnokság
- Győztes: 1972

Világbajnokság
- Győztes: 1974